# إرنست ستيرن
إرنست ستيرن (بالرومانية: Ernst Stern؛ بالألمانية: Ernst Stern) هو مصمم أزياء تقليدية وفنان روماني وألماني، ولد في 1 أبريل 1876 في بوخارست في رومانيا، وتوفي في 28 أغسطس 1954 في لندن في المملكة المتحدة.

## وصلات خارجية
- إرنست ستيرن على موقع IMDb (الإنجليزية)
- إرنست ستيرن على موقع ألو سيني (الفرنسية)
- إرنست ستيرن على موقع أول موفي (الإنجليزية)
- إرنست ستيرن على موقع قاعدة بيانات برودواي على الإنترنت (الإنجليزية)
- إرنست ستيرن على موقع قاعدة بيانات برودواي على الإنترنت (الإنجليزية)
- إرنست ستيرن على موقع قاعدة بيانات الأفلام السويدية (السويدية)
- إرنست ستيرن على موقع ديسكوغز (الإنجليزية)
- إرنست ستيرن على موقع كينوبويسك (الروسية)